# Medidas Desesperadas
Desperate Measures (bra/prt: Medidas Desesperadas) é um filme estadunidense de 1998, dos gêneros drama, ação e suspense, dirigido por Barbet Schroeder e estrelado por Andy Garcia, Michael Keaton, Marcia Gay Harden e Brian Cox.

## Sinopse
O policial Frank Conner procura um doador de medula para seu filho Matt, que sofre de leucemia. Após várias procuras frustradas, Frank acaba encontrando um doador: Peter McCabe, um perigoso presidiário. McCabe aceita ajudar Frank, mas planeja usar o momento da cirurgia para escapar. Este arquiteta sua fuga, e todos os policiais saem em sua procura. Mas Frank sabe que McCabe deverá se manter vivo para fazer a operação que salvará seu filho.

## Elenco
- Michael Keaton ..... Peter McCabe
- Andy García ..... Frank Conner
- Brian Cox ..... Jeremiah Cassidy
- Marcia Gay Harden ..... Samantha Hawkins
- Erik King ..... Nate Oliver
- Joseph Cross ..... Matthew Conner